# Zona de ocupație sovietică
Zona de ocupație sovietică sau "Zona Germaniei de Est" a fost una din cele patru zone de ocupație după 1945 a Germaniei învinse de "Forțele Aliate". Aceste zone au fost stabilite la Conferința de la Ialta. De zona de ocupație sovietică aparținea Germania Centrală (Saxonia, Turingia) o mare parte din Brandenburg, Mecklenburg și Vorpommern, precum și regiunile răsăritene ce aparțin acum de Polonia și Rusia. În 1949 o mare parte din zona de ocupație sovietică a devenit teritoriul RDG-ului.